# 2017年亞洲冬季運動會越野滑雪比賽
2017年亞洲冬季運動會越野滑雪比賽於2月20日至26日在日本札幌白旗山開放體育場舉行。總共有10個項目（男女各半）賽事將舉行。

## 獎牌榜
| 排名 | 国家／地区 | 金牌 | 银牌 | 铜牌 | 總數 |
| ---- | ---------- | ---- | ---- | ---- | ---- |
| 1    | 日本       | 7    | 1    | 3    | 11   |
| 2    |            | 1    | 4    | 2    | 7    |
| 3    | 韩国       | 1    | 3    | 3    | 7    |
| 4    | 中国       | 1    | 2    | 2    | 5    |
| 总计 | 总计       | 10   | 10   | 10   | 30   |

## 獎牌得主

### 男子
| 項目                   | 金牌                                                     | 金牌      | 银牌                                                                             | 银牌      | 铜牌                                               | 铜牌      |
| 10公里古典式           | Lenting阳 · 日本（JPN）                                  | 25:15.6   | 芒努斯·金 · 韩国（KOR）                                                          | 25:32.5   | 清水康平 · 日本（JPN）                             | 25:39.0   |
| 15公里自由式           | Rinat Mukhin · （KAZ）                                   | 41:25.3   | 马场直人 · 日本（JPN）                                                           | 41:29.8   | Lenting阳 · 日本（JPN）                            | 41:33.3   |
| 30公里自由式集體出發賽 | Lenting阳 · 日本（JPN）                                  | 1:22:54.0 | Sergey Cherepanov · （KAZ）                                                      | 1:22:54.0 | 尼古拉·切博季科 · （KAZ）                          | 1:22:56.3 |
| 4×7.5公里接力          | 日本（JPN） · 柏原畅仁 · 清水康平 · 马场直人 · Lenting阳 | 1:27:30.3 | （KAZ） · Sergey Cherepanov · Yerdos Akhmadiyev · 尼古拉·切博季科 · Rinat Mukhin | 1:27:49.4 | 韩国（KOR） · 黄俊湖 · 朴成範 · 金珉禹 · 芒努斯·金 | 1:30:12.2 |
| 衝刺賽                 | 芒努斯·金 · 韩国（KOR）                                  | 3:17.29   | 孙清海 · 中国（CHN）                                                             | 3:19.66   | 柏原畅仁 · 日本（JPN）                             | 3:22.10   |

### 女子
| 項目                   | 金牌                                                    | 金牌      | 银牌                                          | 银牌      | 铜牌                                                | 铜牌      |
| 5公里古典式            | 小林由贵 · 日本（JPN）                                  | 14:56.1   | Yelena Kolomina · （KAZ）                     | 15:02.8   | 李宏雪 · 中国（CHN）                                | 15:18.6   |
| 10公里自由式           | 小林由贵 · 日本（JPN）                                  | 30:24.6   | 李采洹 · 韩国（KOR）                          | 30:49.0   | Yelena Kolomina · （KAZ）                           | 31:14.4   |
| 15公里自由式集體出發賽 | 小林由贵 · 日本（JPN）                                  | 43:28.6   | 李采洹 · 韩国（KOR）                          | 43:32.5   | 李宏雪 · 中国（CHN）                                | 43:33.8   |
| 4×5公里接力            | 日本（JPN） · 宫崎日香里 · 泷泽梢 · 小林由贵 · 大林千沙 | 1:08:16.6 | 中国（CHN） · 满丹丹 · 李馨 · 池春雪 · 李宏雪 | 1:08:41.4 | 韩国（KOR） · 诸尚美 · Han Da-som · 朱惠利 · 李采洹 | 1:09:13.3 |
| 衝刺賽                 | 满丹丹 · 中国（CHN）                                    | 3:48.29   | Yelena Kolomina · （KAZ）                     | 3:53.34   | 朱惠利 · 韩国（KOR）                                | 3:59.18   |

## 參賽國家
總共有13個國家派員參賽。澳洲為受邀國家，並不會頒發任何獎牌。
- （3）
- 中国（11）
- 印度（5）
- 日本（8）
- （12）
- （2）
- 黎巴嫩（2）
- 蒙古（6）
- 尼泊尔（1）
- 巴基斯坦（4）
- 韩国（10）
- 斯里兰卡（3）
- 泰国（2）
- 越南（3）